# Channichthys mithridatis
Channichthys mithridatis är en fiskart som beskrevs av Shandikov 2008. Channichthys mithridatis ingår i släktet Channichthys och familjen Channichthyidae. Inga underarter finns listade i Catalogue of Life.